# گل‌ساعتی جیبرت
گل‌ساعتی جیبرت (نام علمی: Passiflora gibertii) نام یک گونه از سرده گل ساعتی است.